# Seznam norveških politikov
Seznam norveških politikov.

## A
- Jacob Aall
- Per Almar Aas
- Tora Aasland
- Marit Arnstad
- Jorodd Asphjell
- John Austrheim

## B
- Ivar Bae
- Irene Bauer
- Ole Ludvig Bærøe
- Jo Benkow
- Olga Bjoner
- Kjell Magne Bondevik
- Per Borten
- Jens Bratlie
- Trygve Bratteli
- Børge Brende
- Gro Harlem Brundtland
- Sylvia Brustad
- Brynjulf Bull

## D
- Mot Dag
- Torstein Dahle
- Kristin Krohn Devold
- Odd Einar Dørum

## E
- Adam Egede-Nissen
- Jan Egeland
- Espen Barth Eide
- Anne Enger Lahnstein
- Odd Roger Enoksen
- Ine Marie Eriksen Søreide
- Jens Evensen
- Runa Evensen

## F
- Erling Falk
- Per-Kristian Foss
- Einar Frogner
- Berge Furre
- Peder Furubotn

## G
- Einar Gerhardsen
- Trond Giske
- Zafer Gözet
- Bjorn Arild Gram
- Finn Gustavsen

## H
- Åslaug Haga
- Carl I. Hagen
- Kristin Halvorsen
- C. J. Hambro (Carl Joachim Hambro)
- Edward (Isak) Hambro
- Arvid Hansen
- Nils Uhlin Hansen
- Hans Martin Hanssen
- Einar Hareide
- Valgerd Svarstad Haugland
- Marianne Heiberg
- Trond Helleland
- Bent Høie
- Johan Jørgen Holst
- Nils Hønsvald
- Ellen Horn
- Jørgen Hovde
- Dagfinn Høybråten
- Jens Hundseid

## I
- Sigurd Ibsen
- Geirmund Ihle
- Bernt Ingvaldsen

## J
- Thorbjørn Jagland
- Johan J. Jakobsen
- Svend Haakon Jacobsen
- Johan Strand Johansen
- Hilde Frafjord Johnson
- Mona Juul

## K
- Ese Marija Kleveland/Åse Kleveland?
- Hans I. Kleven
- Gunnar Knudsen
- Martin Gunnar Knutsen
- Halvdan Koht
- Kirsti Kolle Grøndahl
- Peder Kolstad
- Wollert Konow
- Ole Kopreitan
- Henry Wilhelm Kristiansen
- Kåre Kristiansen
- Kaci Kullmann Five

## L
- Erling Lae
- Carl Viggo Lange
- Christian Lous Lange
- Halvard Lange
- Jacob Otto Lange
- Nils Langhelle
- Berit Brørby Larsen
- Reidar T. Larsen
- Olav Larssen
- Nils Lavik
- Trygve Lie
- Sjur Lindebrække
- Aase Lionæs
- Per Lothar Lindtner
- Inge Lønning
- Emil Løvlien
- John Lyng
- Audun Lysbakken

## M
- Magnhild Meltveit Kleppa
- Christian Michelsen
- Alf Daniel Moen
- Eirik Moen
- Fredrik Monsen
- Johan Ludwig Mowinckel
- Bjørnar Moxnes

## N
- Gustav Natvig-Pedersen
- Liv Signe Navarsete
- Kåre André Nilsen
- Albert Nordengen
- Odvar Nordli
- Arthur Nordlie
- Erling Norvik
- Marit Nybakk
- Johan Nygaardsvold

## O
- Toralv Øksnevad
- Jeanette Olsen
- Knut M. Olsen
- Aake Anker Ording
- Arne Ording
- Fredrik Ording

## P
- Jan Petersen
- Rolf Presthus

## Q
- Vidkun Quisling

## R
- Berit Reiss-Andersen
- Terje Rød-Larsen
- Mona Røkke
- Kjell Ingolf Ropstad

## S
- Karl Anton Sanderød
- Jan Tore Sanner
- Liv Signe Navarsete
- Helge Sivertsen
- Arthur Skjelderup
- Erna Solberg
- Erik Solheim
- Ine Marie Eriksen Søreide
- Lars Sponheim
- Gunnar Stålsett
- Emil Stang
- Frederik Stang
- Reiulf Steen
- Jens Stoltenberg
- Thorvald Stoltenberg
- Jonas Gahr Støre
- Sverre Støstad
- Rolf Stranger
- Jan P. Syse

## T
- Svenn Thorkild Stray
- Markus Thrane ?
- Oscar Torp
- Nils Trædal
- Michael Tetzschner

## U
- Kjell Underlid

## V
- Trygve Slagsvold Vedum

## W
- Tor Wennesland
- Erling Wikborg
- Kåre Willoch
- Tone Wilhelmsen Trøen